# Рыкунов, Алексей Александрович

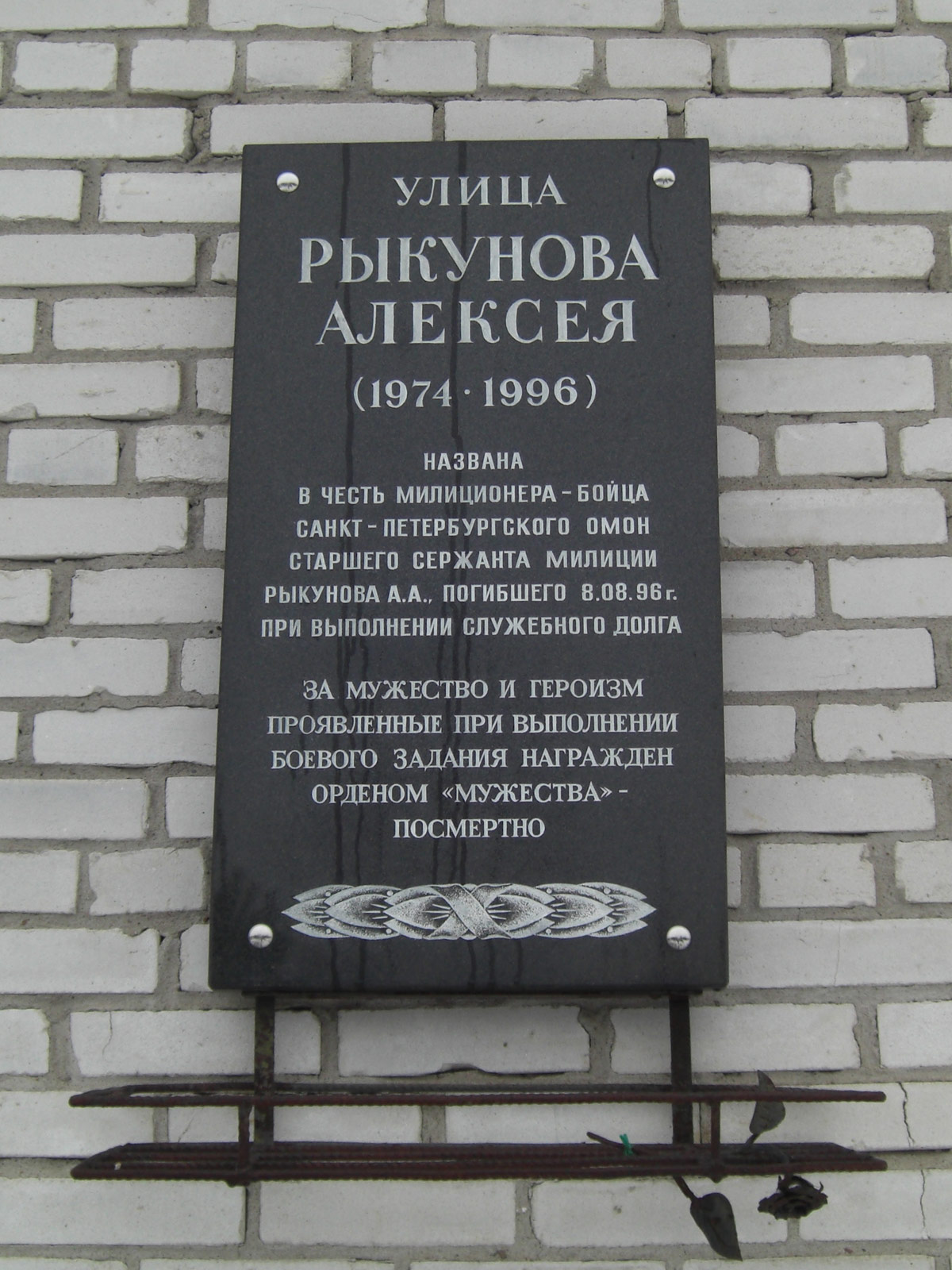
Мемориальная доска Алексею Рыкунову в Шпаньково

Алексе́й Алекса́ндрович Рыкунов (1974 — 1996) — старший сержант милиции, боец первого оперативного батальона санкт-петербургского ОМОН.
Алексей Рыкунов родился 1 января 1974 года в посёлке Мис Сырдарьинского района Кызылордынской области Казахской ССР. В августе 1994 года поступил на службу в органы внутренних дел.
Участвовал в первой чеченской войне. Погиб 8 августа 1996 года в Грозном, вынося с поля боя раненого солдата внутренних войск. Похоронен на кладбище деревни Дылицы (Гатчинский район, Ленинградская область).
Посмертно награждён орденом Мужества. В 2000 году в деревне Шпаньково Лесная улица стала называться улицей Алексея Рыкунова, а 25 ноября 2000 года там, на здании администрации племенного завода «Нива-1», была открыта посвящённая ему мемориальная доска.